# كأس أوروبا لكرة السلة 2015–16
كأس أوروبا لكرة السلة 2015–16 هو موسم من كأس أوروبا لكرة السلة. أقيم خلال الفترة 13 أكتوبر 2015 وحتى 27 أبريل 2016، وشارك فيه  44 فريقاً، وفاز فيه غلطة سراي لكرة السلة.